# Daniela Peštová
Daniela Peštová (* 14. října 1970 Teplice) je česká supermodelka.
V roce 1989 absolvovala Gymnázium Teplice. Pro modeling ji objevila Dominique Caffin z agentury Madison Modeling Agency. Původně chtěla studovat na vysoké škole, ale po vítězství v modelingové soutěži se přestěhovala do Paříže a začala spolupracovat s Madison Modeling Agency. Později se usídlila v New Yorku, kde pokračovala v modelingové kariéře.

## Biografie
Daniela Peštová se narodila 14. října 1970 v Teplicích, má mladšího bratra. Otec pracoval ve sklárně a matka jako prodavačka. Po maturitě na teplickém gymnáziu, když jí bylo 19 let, všimla si této vysoké modrooké blondýnky modelingová scoutka Dominique Caffin a požádala ji, aby se přihlásila do soutěže. Peštová soutěž vyhrála a následně odletěla do Paříže, kde podepsala smlouvu s agenturou Madison Agency, a tím zahájila svou kariéru.
Po několika letech života ve Francii se přestěhovala do New Yorku, přestože neuměla anglicky. Objevila se na titulních stránkách časopisů GQ, Marie Claire, Cosmopolitan, Glamour a Elle. V roce 1994 uzavřela smlouvu s firmou L'Oreal a v letech 1998–2001 patřila mezi andílky Victoria's Secret. Několik let pracovala i pro Sports Illustrated Swimsuit Issue, v němž se třikrát objevila na titulní straně (1995, 2000 a 2006).
Od roku 1995 byla vdaná za Itala Tommasa Butiho, bývalého ředitele řetězce Fashion Café, se kterým má syna Yannicka (* 1996). Rozvod proběhl v roce 1998. V roce 2000 se při moderování módní show v Praze seznámila se svým budoucím partnerem, slovenským zpěvákem a porotcem Superstar Pavolem Haberou. V roce 2002 se jim narodila dcera Ella Joy Anna a roku 2009 syn Paul Henry. Rodina žije v Praze.
Pro častou změnu stylu byla označována za chameleona. Hovoří plynně rusky, anglicky, francouzsky, italsky a také svou rodnou češtinou. Svou tvář i jméno propůjčila charitativní akci Avon proti domácímu násilí.